# Peterview
Peterview is een gemeente (town) in de Canadese provincie Newfoundland en Labrador. De gemeente ligt aan de Bay of Exploits aan de noordkust van het eiland Newfoundland. De plaats ligt net ten zuiden van Botwood.

## Geschiedenis
In 1962 werd het dorp een gemeente met de status van local improvement district (LID). In 1980 werden LID's op basis van The Municipalities Act als bestuursvorm afgeschaft, waarop de gemeente automatisch een town werd.

## Demografie
Demografisch gezien kent Peterview de laatste decennia, net zoals de meeste kleine dorpen op Newfoundland, een achteruitgang. Tussen 1991 en 2021 daalde de bevolkingsomvang van 1.011 naar 723. Dat komt neer op een daling van 288 inwoners (-28,5%) in dertig jaar tijd.
| Jaar | Aantal inwoners | Verschil |
| ---- | --------------- | -------- |
| 1991 | 1.011           | –        |
| 1996 | 862             | -14,7%   |
| 2001 | 811             | -5,9%    |
| 2006 | 807             | -0,5%    |
| 2011 | 809             | +0,2%    |
| 2016 | 828             | +2,3%    |
| 2021 | 723             | -12,7%   |